# El Cubo de Tierra del Vino
El Cubo de Tierra del Vino település Spanyolországban,  Zamora tartományban. El Cubo de Tierra del Vino Mayalde, Corrales del Vino, Cuelgamures, El Maderal, Topas és Valdelosa községekkel határos. Lakosainak száma 298 fő (2024).

## Népesség
A település népessége az utóbbi években az alábbiak szerint változott:
| Lakosok száma | 465  | 445  | 428  | 429  | 389  | 371  | 335  | 320  | 321  | 298  |
|               | 2001 | 2004 | 2007 | 2009 | 2012 | 2014 | 2017 | 2019 | 2022 | 2024 |